# Lượng nổ lõm

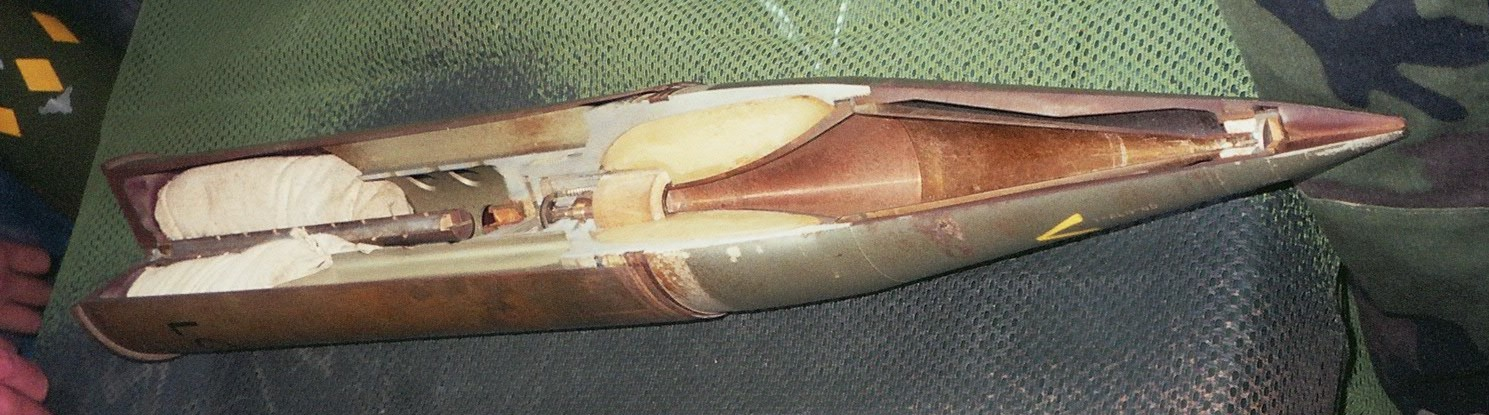
Mặt cắt của quả đạn chống tăng HEAT với chất nhồi có hình dạng lõm

Lượng nổ lõm là một loại thuốc nổ có hình dạng lõm để tập trung hiệu quả của năng lượng nổ, gây ra hiệu ứng nổ lõm. Các hình dạng khác nhau của lượng nổ lõm được sử dụng để cắt kim loại theo một hình dạng nhất định, để kích nổ các loại vũ khí hạt nhân hoặc để xuyên vào xe thiết giáp (các loại xe có vỏ bọc thép). Một lượng nổ lõm hiện đại có thể xuyên thủng lớp vỏ bọc thép tới hơn 7 lần đường kính phễu.

## Khái quát
Lượng nổ lõm được dùng trong các đầu đạn tên lửa chống tăng, các đầu đạn pháo, các lựu đạn phóng lựu, mìn, bom bi, ngư lôi và nhiều loại tên lửa, rốc két khác. Chúng cũng được sử dụng để phi quân sự hóa. 
Về cấu tạo nó gồm một khối thuốc nổ hình trụ tròn được khoét lõm ở một đầu và ở cuối đầu kia có kíp nổ để kích nổ khối thuốc này. Sản phẩm của vụ nổ, sóng xung kích sẽ tập trung tại một điểm.

## Phễu kim loại
có thể làm bằng đồng, sắt, magnesi..., với phễu đồng sức xuyên sẽ lớn hơn phễu sắt.

## Thuốc nổ
Để tăng khả năng xuyên, với sóng nổ và áp suất nổ lớn sẽ được chọn. Các chất nổ thông dụng nhất được sử dụng cho loại đầu đạn chống xe tăng, xe bọc thép là HMX (octogen), tuy nhiên không bao giờ sử dụng riêng chất nổ bởi vì nó quá nhạy. Thông thường nó được trộn lẫn với chất làm dẻo giảm nhạy ở một tỷ lệ nào đó để tạo thành (PBX) LX-14, hoặc nó được trộn lẫn với loại thuốc nổ có độ nhạy nổ kém hơn như Thuốc nổ TNT để tạo thành Octol. Một loại thuốc nổ hay được dùng khác là loại Hexogen (RDX) trộn trộn lẫn với TNT (để tạo thành Comp-B).

## Các hình dạng nổ lõm
Có một vài dạng nổ lõm khác nhau.

### Nổ lõm theo đường thẳng

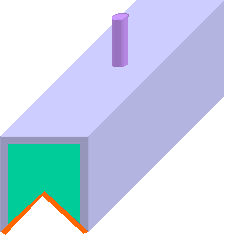
Nổ lõm đường thẳng

Loại lượng nổ lõm này có hình dạng chữ V với chiều dài, kích thước khác nhau